# Wilhelm Gliese
Pour les articles homonymes, voir Gliese.
Wilhelm Gliese (21 juin 1915 – 12 juin 1993) est un astronome allemand.

## Biographie
Wilhelm Gliese a travaillé pour l'Astronomisches Rechen-Institut, d'abord à Berlin, puis à Heidelberg. Après la guerre, il resta prisonnier en Union Soviétique jusqu'en 1949, date à laquelle il revint en Allemagne.
Gliese est connu principalement pour son Gliese Catalogue of Nearby Stars (catalogue des étoiles proches), publié à partir de 1969, qui recense les étoiles situées à moins de 20 parsecs de la Terre.
L'astéroïde (1823) Gliese a été nommé en son honneur.